# Challerange
Challerange é uma comuna francesa na região administrativa de Grande Leste, no departamento Ardenas. Estende-se por uma área de 11,17 km². Em 2010 a comuna tinha 454 habitantes (densidade: 40,6 hab./km²).